# منتخب الإمارات العربية المتحدة لكرة القدم الشاطئية
منتخب الإمارات العربية المتحدة لكرة القدم الشاطئية هو منتخب وطني لكرة القدم الشاطئية في دولة الإمارات العربية المتحدة، وأسسه الاتحاد الإماراتي لكرة القدم.

## وصلات خارجية
- World Cup فريق
- FIFA
- BSWW